# 电动往复锯
电动往复锯是锯条作往复运动的电锯。一般是由机壳、电机、传动机构、抬刀机构、锯条、开关等组成。

## 类型

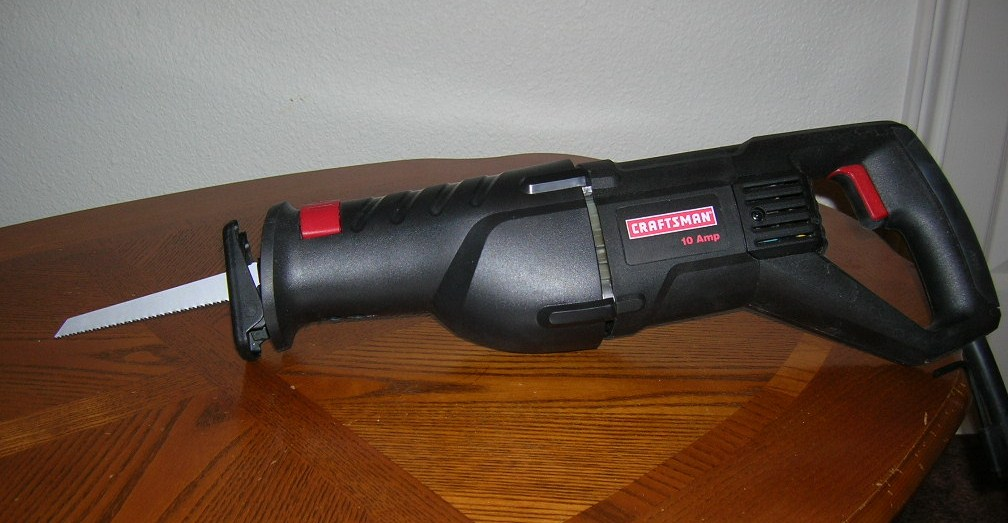
刀锯（Sabre Saw）
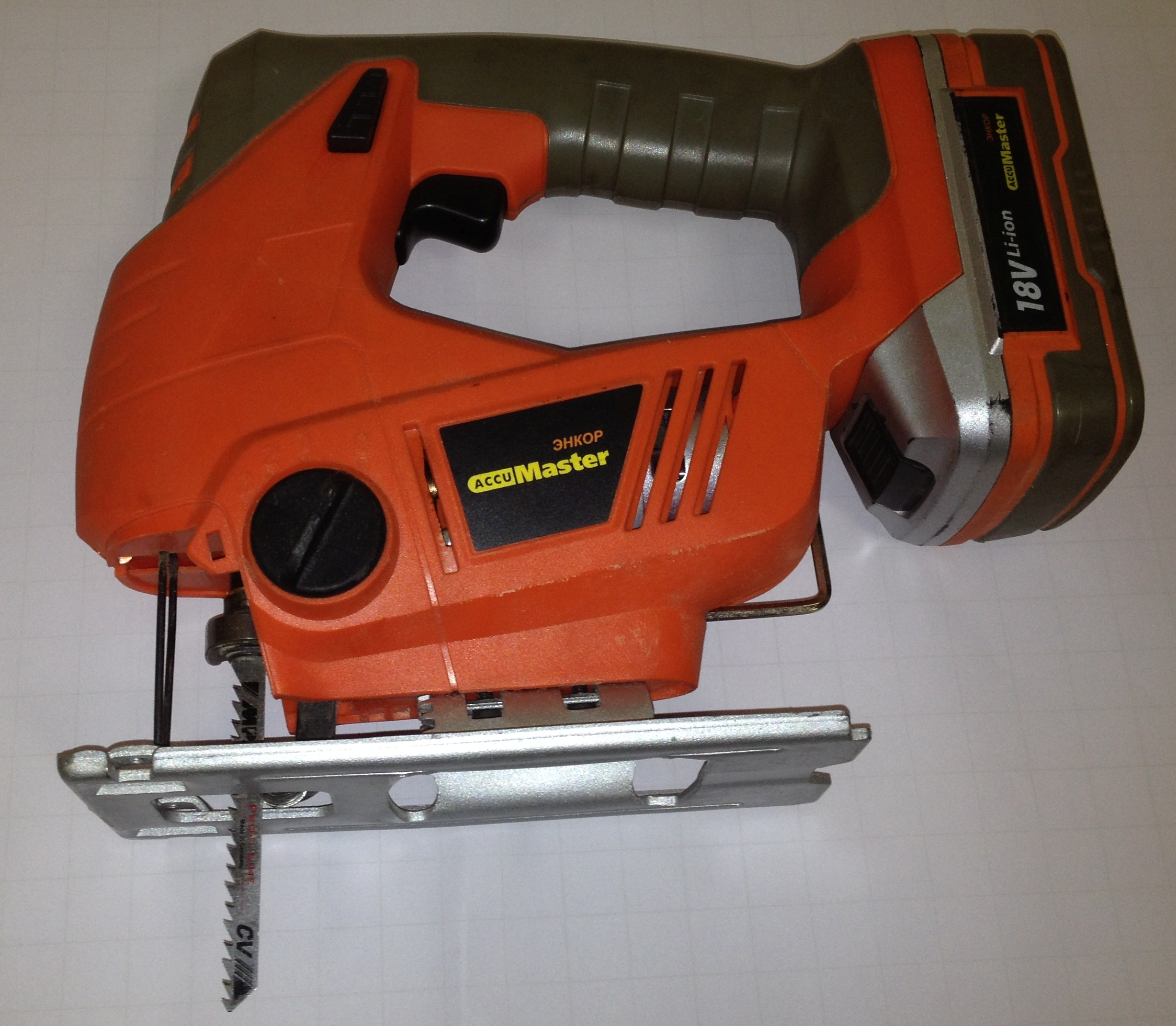
曲线锯（英语：Jigsaw (tool)）（Jigsaw）
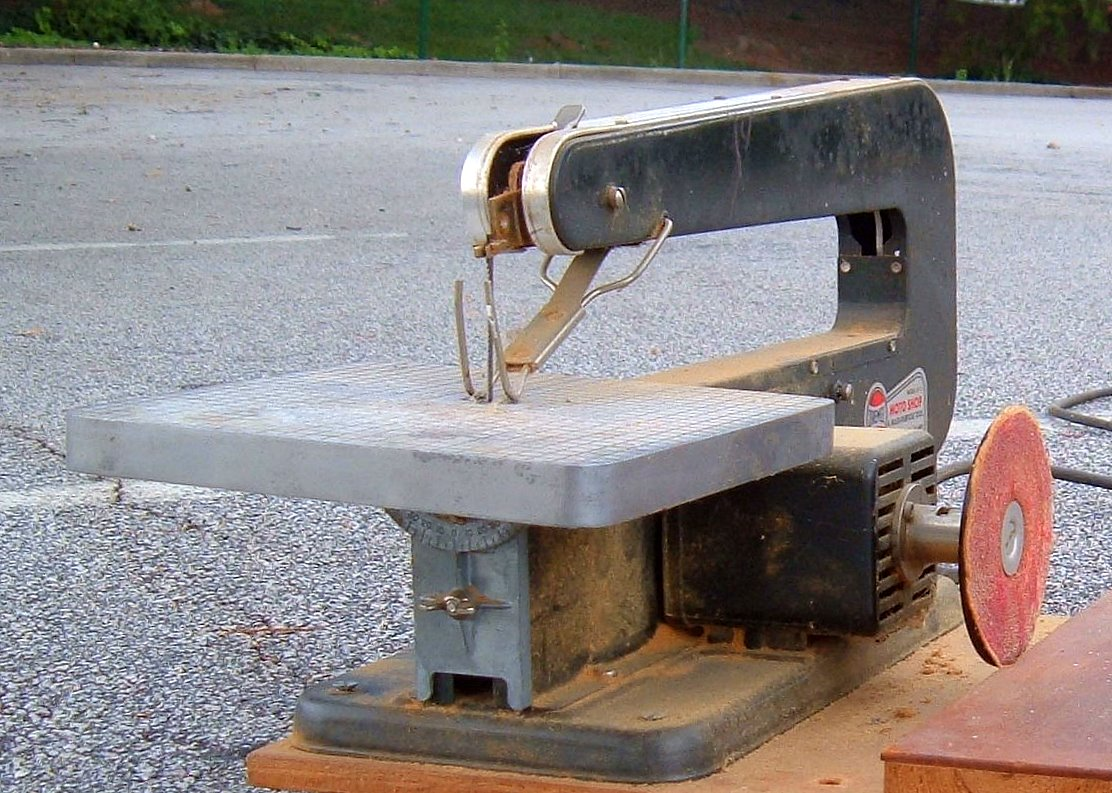
线锯机（Scroll saw）